# Polydesmus rangifer
Polydesmus rangifer är en mångfotingart som beskrevs av Robert Latzel 1884. Polydesmus rangifer ingår i släktet Polydesmus och familjen plattdubbelfotingar.

## Underarter
Arten delas in i följande underarter:
- P. r. confinus
- P. r. hofheinzi